# Längdskidåkning vid olympiska vinterspelen 1964

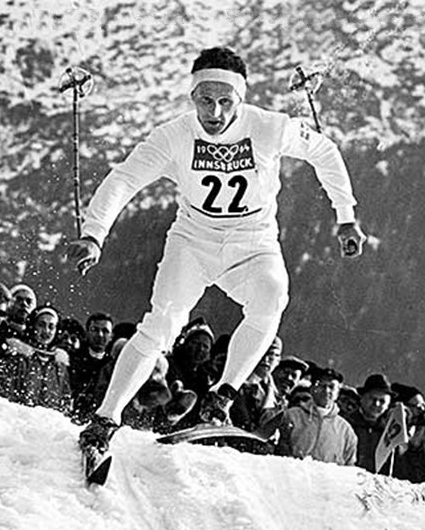
Sixten Jernberg från Sverige vann herrarnas 50-kilometerslopp.

Resultaten från tävlingarna i längdskidåkning vid olympiska vinterspelen 1964 i Innsbruck, Österrike. Sovjetunionen dominerade, framför altt på damsidan där Klavdija Bojarskich tog tre guld, totalt tog de åtta medaljer, tre guld, ett silver och fyra brons. Eero Mäntyranta och Sixten Jernberg dominerade på herrsidan. 

## Medaljörer

### Herrar
| Gren                         | Guld                                                                  | Guld      | Silver                                                            | Silver    | Brons                                                                       | Brons     |
| 15 kilometer Detaljer...     | Eero Mäntyranta Finland                                               | 50:54,1   | Harald Grønningen Norge                                           | 51:34,8   | Sixten Jernberg Sverige                                                     | 51:42,2   |
| 30 kilometer Detaljer...     | Eero Mäntyranta Finland                                               | 1:30:50,7 | Harald Grønningen Norge                                           | 1:32:02,3 | Igor Vorontjichin Sovjetunionen                                             | 1:32:15,8 |
| 50 kilometer Detaljer...     | Sixten Jernberg Sverige                                               | 2:43:52,6 | Assar Rönnlund Sverige                                            | 2:44:58,2 | Arto Tiainen Finland                                                        | 2:45:30,4 |
| 4 x 10 kilometer Detaljer... | Sverige Karl-Åke Asph Sixten Jernberg Janne Stefansson Assar Rönnlund | 2:18:34,6 | Finland Väinö Huhtala Arto Tiainen Kalevi Laurila Eero Mäntyranta | 2:18:42,4 | Sovjetunionen Ivan Utrobin Gennadij Vaganov Igor Vorontjichin Pavel Koltjin | 2:18:46,9 |

### Damer
| Gren                                | Guld                                                                  | Guld    | Silver                                                      | Silver    | Brons                                            | Brons     |
| 5 kilometer Detaljer...             | Klavdija Bojarskich Sovjetunionen                                     | 17:50,5 | Mirja Lehtonen Finland                                      | 17:52,5   | Alevtina Koltjina Sovjetunionen                  | 18:08,4   |
| 10 kilometer Detaljer...            | Klavdija Bojarskich Sovjetunionen                                     | 40:24,6 | Jevdokia Meksjilo Sovjetunionen                             | 40:26,6   | Marija Gusakova Sovjetunionen                    | 40:46,6   |
| 3 x 5 kilometer stafett Detaljer... | Sovjetunionen Alevtina Koltjina Jevdokia Meksjilo Klavdija Bojarskich | 59:20,2 | Sverige Barbro Martinsson Britt Strandberg Toini Gustafsson | 1:01:27,0 | Finland Senja Pusula Toini Pöysti Mirja Lehtonen | 1:02:45,1 |

## Medaljligan
| Pl. | Nation        | Guld | Silver | Brons | Totalt |
| --- | ------------- | ---- | ------ | ----- | ------ |
| 1   | Sovjetunionen | 3    | 1      | 4     | 8      |
| 2   | Finland       | 2    | 2      | 2     | 6      |
| 3   | Sverige       | 2    | 2      | 1     | 5      |
| 4   | Norge         | 0    | 2      | 0     | 2      |